# Campionato mondiale maschile di pallamano 2001
Il campionato mondiale maschile di pallamano 2001 si è svolto dal 23 gennaio al 4 febbraio in Francia.

## Nazionali partecipanti
- Francia (Paese ospitante)
- Svezia (Campione in carica)
- Russia
- Spagna
- Slovenia
- Croazia
- Egitto
- Algeria
- Tunisia
- Marocco
- Argentina
- Brasile
- Stati Uniti
- Groenlandia
- Rep. Ceca
- Germania
- Islanda
- Norvegia
- Portogallo
- Ucraina
- Jugoslavia
- Kuwait
- Arabia Saudita
- Corea del Sud

## Podio
| Pos. | Squadra    |
| ---- | ---------- |
| 1°   | Francia    |
| 2°   | Svezia     |
| 3°   | Jugoslavia |